# 丁度·巴拉斯
丁度·巴拉斯 （Tinto Brass） 本名為喬凡尼·巴拉斯（Giovanni Brass），（1933年3月26日—），是一位義大利電影導演。他的作品以情色風格聞名於世，包括：《少婦的誘惑》Così fan tutte（1992）、《紅辣椒》Paprika（1991）、《不知不覺誘惑你》Frivolous Lola（1998） 和《情人，別為我哭泣》Trasgredire（2000）。2010年4月18日（星期日），他罹患顱內出血的疾病。

## 生平
他的綽號為丁托列托（Tintoretto，後來簡化為丁度（Tinto）），是由他的祖父意大利·巴拉斯（Italico Brass） 取名，一位戈里齊亞的著名畫家，擁有德、奧血統。橫跨1960年代和1970年代，他創作出許多前衛風格的電影，包括：《白上之黑》Nerosubianco（1969）、《嚎叫》L'urlo（1968）、和《假期》La vacanza（1971）。然而，他最著名的是情色經典作品：《納粹荒淫史》（1975）、《慾望之翼》La Chiave（1983）、《黑天使》Senso '45（2002）、和《羅馬帝國色情史》Caligula（1979）。後者是由著名作家戈爾·維達爾、法朗哥·羅塞里尼和閣樓雜誌發行人鮑伯·古喬內共同合作而成。然而，許多人認為《羅馬帝國色情史》並非丁度·巴拉斯的作品，因為他並沒有參與電影的後製工作。在鮑伯·古喬內決定重新剪接硬調性交片段、變更多處電影故事與主題結構之後，導演要求將他的名字從電影工作人員名單中剔除。儘管如此，這部電影包含許多丁度·巴拉斯的註冊商標，仍然是他最受矚目的作品（在美國上映票房收入最高的義大利電影）。年紀邁入七十大關，他持續電影拍攝工作。
1972年，他是第22屆柏林影展評審團的成員。.

## 風格
丁度·巴拉斯的作品依循印象派風格：傾向不呈現出廣大無邊的景色，而是透過鏡頭的搖攝（Pan）和縮放（Zooms）展現風景與周遭特徵、物體的零碎片段，藉此模仿觀察者實際的事件視覺經驗，也提供電影意想不到的快速步調。他經常使用類似電視多組攝影機 （Multicam） 的拍攝手法，至少同時操作三個攝影機，每一個攝影機對焦在不同的事物上。
還有許多其它導演個人特色的註冊商標遍及於他的電影作品，從1975年的《納粹荒淫史》開啟先例，鏡子在佈景設計上扮演了重要的角色，有時他甚至會去盡可能以鏡面折射攝影 （Mirror Shot） 開始一個段落的拍攝，然後再平移到被反射的動作上，帶出迷失方向的感覺。 他的情色電影作品：尤其是《慾望之翼》、《米蘭達》、和《少婦的誘惑》，經常突顯出女性的臀部和腋毛。
丁度·巴拉斯1980年代和1990年代初期的電影，改編自著名的情色文學作品，例如：《鍵》 （La chiave）、《女店主》The Mistress of the Inn （Miranda）、馬里奧·蘇狄特 （Mario Soldati） 的小說 Le lettere da Capri （Capriccio）、《歡場女子回憶錄》Fanny Hill （Paprika）、以及阿爾貝托·莫拉維亞的小說 L'uomo che guarda （The Voyeur）。2002年的電影作品《黑天使》Senso '45 （2002） 則改編自Senso，曾經被盧契諾·維斯康堤改編成電影《戰國妖姬》Senso （1954）。
他總是以他的友人歐西里·佩瓦雷洛 （Osiride Pevarello） 的身分，在自己的電影中親自客串演出。

## 電影作品
- 《工作者迷失》In capo al mondo or Chi lavora è perduto （1963）
- 《實話實說》Ça ira - Il fiume della rivolta （1964）
- 《我的夫人》La mia signora （1964）
- 《飛碟》Il disco volante （1964）
- 《美國佬》Yankee （1966）
- 《死亡的甜蜜》Col cuore in gola （1967）
- 《嚎叫》L'urlo （1968）
- 《白上之黑》Nerosubianco （1969）
- 《退出》Dropout （1970）
- 《假期》La vacanza （1971）
- 《納粹荒淫史》Salon Kitty （1975）
- 《罗马帝国艳情史》Caligula （1979）
- 《不良行為》Action （1980）
- 《慾望之翼》La Chiave （1983）
- 《米蘭達》Miranda （1985）
- 《愛與激情》Capriccio （1987）
- 《布達佩斯小酒館》Snack Bar Budapest （1988）
- 《紅辣椒》Paprika （1991）
- 《少婦的誘惑》Così fan tutte （1992）
- 《偷窺狂人》Uomo che guarda, L（1994）
- 《激情的信箱》Fermo posta Tinto Brass （1995）
- 《不知不覺誘惑你》Frivolous Lola （1997）
- 《情人，別為我哭泣》Trasgredire （2000）
- 《黑天使》Senso '45 （2002）
- 《過錯》Fallo! （aka Do It!） （2003）
- 《姦情》Monamour （2005）
- Chi ha ucciso Caligola? （前製作業）

## 外部連結
- Official Web Site
- Tinto Brass Movies
- Tinto Brass在互联网电影资料库（IMDb）上的資料（英文）
- Tinto Brass at ERTX（页面存档备份，存于）
- Tinto Brass Films